# Jasper (Florida)
Jasper es una ciudad ubicada en el condado de Hamilton en el estado estadounidense de Florida. En el Censo de 2010 tenía una población de 4546 habitantes y una densidad poblacional de 770,85 personas por km².

## Geografía
Jasper se encuentra ubicada en las coordenadas 30°31′52″N 82°57′30″O / 30.53111, -82.95833. Según la Oficina del Censo de los Estados Unidos, Jasper tiene una superficie total de 5.9 km², de la cual 5.9 km² corresponden a tierra firme y (0%) 0 km² es agua.

## Demografía
Según el censo de 2010, había 4546 personas residiendo en Jasper. La densidad de población era de 770,85 hab./km². De los 4546 habitantes, Jasper estaba compuesto por el 46.13% blancos, el 50.77% eran afroamericanos, el 0.29% eran amerindios, el 0.51% eran asiáticos, el 0% eran isleños del Pacífico, el 1.45% eran de otras razas y el 0.86% pertenecían a dos o más razas. Del total de la población el 8.53% eran hispanos o latinos de cualquier raza.